# Escola L'Horitzó
L'Escola L'Horitzó és un centre educatiu fundat el 1968 per Josep Oliveras i Montserrat Ballús. El seu sistema pedagògic es va basar en l'experimentació directa i en els mètodes i tècniques de Maria Montessori i Célestin Freinet. Inicialment va disposar d'un local al carrer Progrés del barri de Collblanc de l'Hospitalet de Llobregat fins que es va traslladar al convent de les Germanes Paüles, al passeig de la Bonanova de Barcelona. El 2016, havien passat per l'escola mes de 15.000 alumnes. El 2018, el centre tenia una sola línia des de la llar d'infants fins a l'ESO, amb un màxim de 24 infants per dos mestres a cada grup. Des del 1969, va implementar les Jornades d'Aprenentatge a Fora (JAF) on, cada curs, el centre marxa una setmana a un lloc del país per continuar els treballs iniciats a les aules. L'escola treballa la robòtica i la programació amb material Lego, i en llengua anglesa, seguint un model col·laboratiu i de treball en equip. És la primera escola a Europa en aplicar un mètode dissenyat pel Museu de la Ciència de Boston per apropar els coneixements científics a través de l'experimentació i el joc (mètode STEAM); i forma a formadors d'altres trenta escoles catalanes, dins el projecte Escola Nova 21 de la Unesco. El 2019 va incorporar l'ensenyament de la Intel·ligència Artificial (IA) en el seu pla d'estudis.